# Francine Jordi
Francine Jordi, nom artístic de Francine Lehmann (nascuda el 24 de juny de 1977 a Worb, cantó de Berna), és una cantant i compositora suïssa de schlager i Volkstümliche Musik.

## Vida i carrera
Francine Lehmann va fer la seva primera aparició escènica als deu anys. Cantava sobretot en esdeveniments turístics al Spycherd'Interlaken. Amb la seva germana Nicole va cantar a la formació Gospel Four. Va estudiar cant i piano al Conservatori de Neuchâtel. Va triar el nom artístic Jordi perquè Jordi és un llinatge típic bernèsi la lliga amb les seves arrels. A més, el nom Jordi es pot pronunciar bé en molts idiomes, «un nom per a tots els casos que sempre va bé a tot arreu».

El 1998 Francine Jordi va participar al Grand Prix der Volksmusik amb el títol Das Feuer der Sehnsucht en representació de Suïssa i va ocupar el primer lloc. Al Festival d'Eurovisió del 2002, va representar el seu país d'origen amb el títol Dans le jardin de mon âme, que ella mateixa va compondre i escriure, però només va assolir el tercer lloc. La cançó també es va enregistrar en alemany: Im Garten meiner Seele
Al seu CD, llançat el 2004, Jordi canta un duet amb Nino de Angelo (Und wenn ich abends einschlaf) i el títol Träne amb Florian Ast en alemany suís. Träne va fer guanyar a ambdós un disc de platí a Suïssai va aconseguir el segon lloc al programa de televisió Die grössten Schweizer Hits del 7 d'octubre de 2006. També va presentar aquest programa, juntament amb Beni Thurnheer, Roman Kilchsperger i Sven Epiney.
Francine Jordi va deixar l'estil popular per centrar-se en l'schlager i el swing el 2004/2005, i va llançar un CD de swing amb la SWR-Big-Band, en la qual també van participar Karel Gott, Wencke Myhre, Semino Rossi i Simone. El 2005 va arribar el CD Halt mich.
El 10 de juny de 2007, Jordi va debutar en òpera al Kultur Casino Bern com a Papagena a La flauta màgica de Mozart. El 30 d'agost de 2008, va presentar el Grand Prix der Volksmusik 2008 amb Sascha Ruefer.

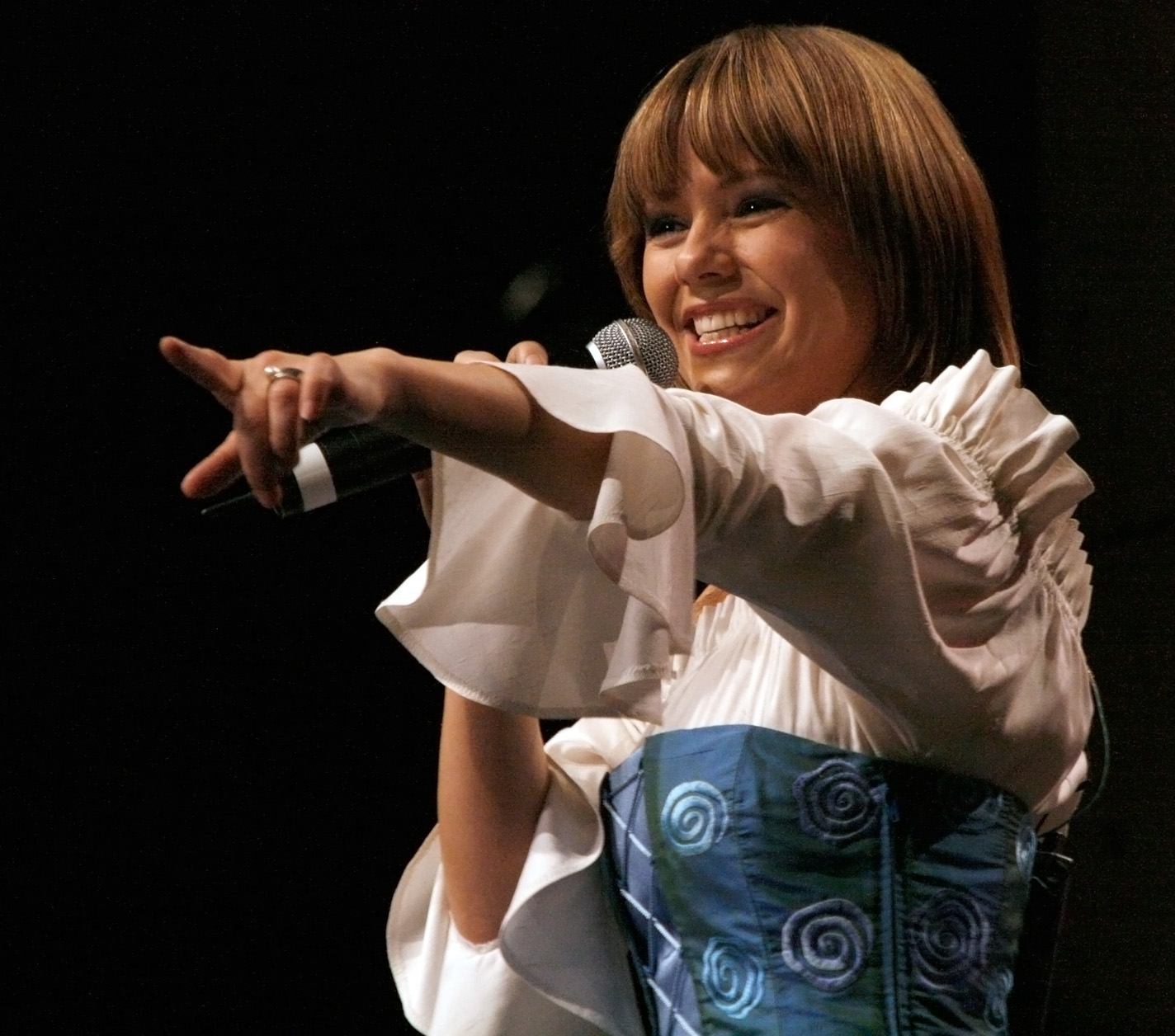
Francine Jordi (Gira Musikantenstadl, 2010)

Francine Jordi es va casar amb l'exciclista Tony Rominger el 18 de maig de 2009. A finals de maig de 2011 es va conèixer la seva separació.Des de febrer de 2011 fins a juny de 2012va mantenir una relació amb el també cantant Florian Ast. El CD conjunt Lago Maggiore va veure la llum el 30 de setembre de 2011. El CD va obtenir el número 1 als rànquings suïssos la primera setmana.
El 2015, Jordi, juntament amb Alexander Mazza, va prendre el relleu d'Andy Borg com a presentadora del Musikantenstadl, posteriorment rebatejat com a Stadlshow. Després d'una edició regular i una d'Any Nou, es va suspendre el format produït des del 1981, a part de les edicions de Cap d'Any. El 2016/17 va presentar la Silvesterstadl amb Jörg Pilawa, i el 2017/18 i 2018/19, també va presentar el Silvestershow amb Pilawa.
L'abril de 2018, Jordi va fer públic que recentment havia patit un càncer de mama i que l'havia superat. En aquest context, també es va sotmetre a radioteràpia i quimioteràpia.

## Discografia
- Das Feuer der Sehnsucht (1998)
- Ein Märchen aus Eis (1999)
- Wunschlos glücklich (2000)
- Verliebt in das Leben (2001)
- Dans le jardin de mon âme (2002)
- Alles steht und fällt mit Dir (2003)
- Einfach Francine Jordi (2004)
- Halt mich (2005)
- Dann kamst du (2007)